# Tempesta tropical Marco (2008)
La tempesta tropical Marco fou el tretzè cicló tropical que es formà durant la temporada d'huracans del 2008 de l'Atlàntic. Va batre el rècord de cicló més petit mai conegut. Marco es creà a partir d'una ampla àrea de baixa pressió al nord-oest del Mar del Carib a finals de setembre del 2008. A causa d'aquesta àrea de baixa pressió, es va formar un petit centre de circulació de baix nivell sobre Belize influït per una ona tropical.
Després de travessar el sud de la península de Yucatán el dia 6 d'octubre, la baixa fou anomenada Depressió tropical tretze (Tropical Depression Thirteen). La depressió ràpidament s'intensificà convertint-se en la tempesta tropical Marco l'endemà. Marco assolí la seva màxima intensitat el 7 d'octubre amb ràfegues de 100 km/h. En aquell moment, la tempesta tropical s'estenia al llarg de 18,5 km de radi des del centre de la tempesta, convertint-se en el cicló tropical més petit mai registrat. A les 12:00 UTC, Marco recalava prop de Misantla (Veracruz). La tempesta es debilità ràpidament després de tocar terra ferma, dissipant-se més tard. El balanç global de danys fou mínim a causa de les petites dimensions de la tempesta; tanmateix, produí fortes pluges que provocaren inundacions de fins a 3 m de profunditat que anegaren autopistes i danyaren cases.

## Història meteorològica

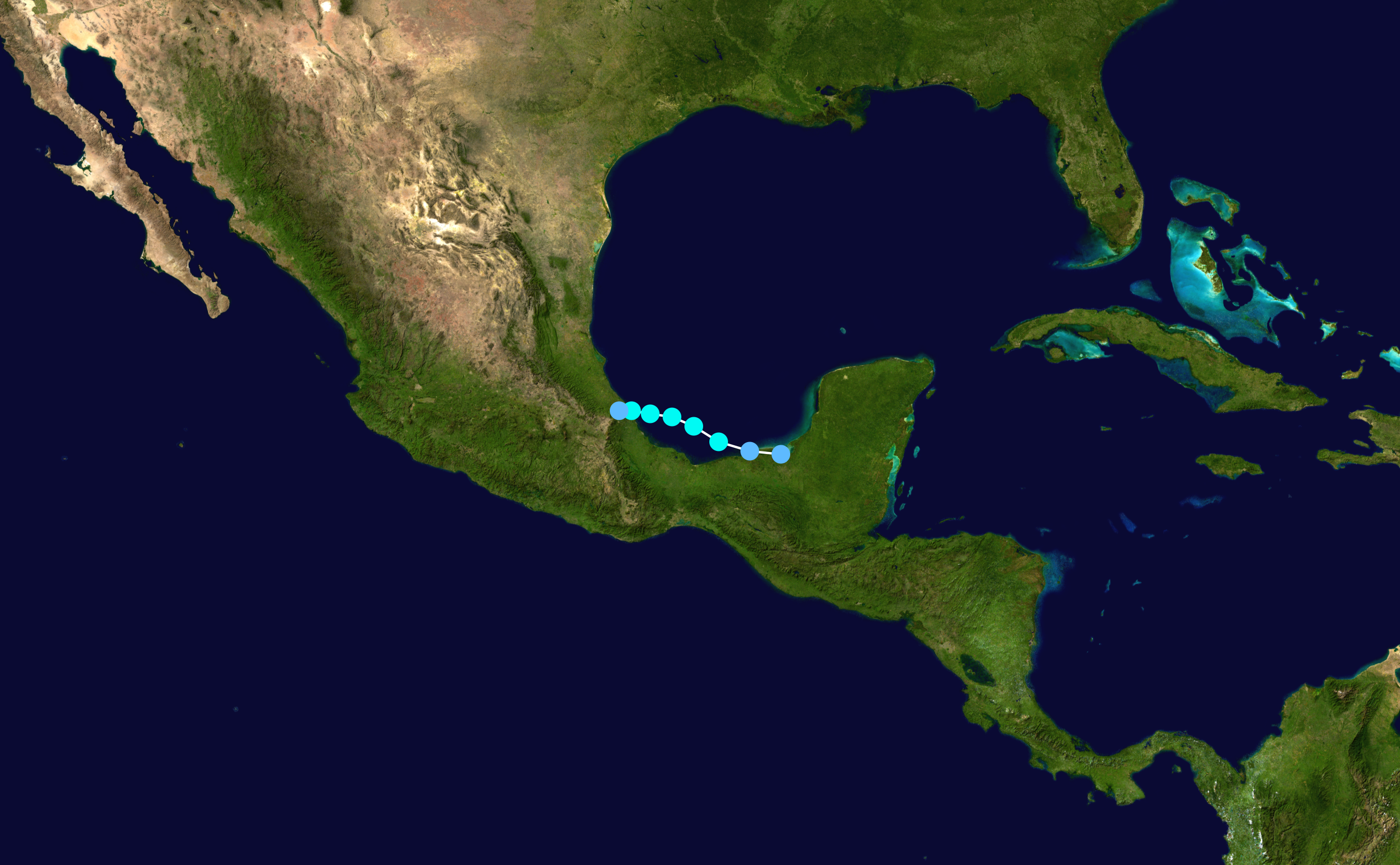
Trajectòria de la tempesta.

La tempesta tropical Marco s'originà a partir d'una ampla àrea de baixa pressió situada sobre el nord-oest del mar del Carib a finals del setembre de 2008. El 4 d'octubre es generà un centre de circulació sobre Belize, fruit de la influència d'una ona tropical que s'apropava a la mateixa zona. El desenvolupament de la baixa fou inhibit per la proximitat a terra ferma. A mesura que el sistema s'acostava al golf de Campeche, la convecció atmosfèrica es desenvolupà ràpidament al voltant de la baixa. A les 00:00 UTC del 6 d'octubre, la baixa fou designada com Depressió Tropical Thirteen quan es trobava sobre la llacuna de Términos. Una dorsal de nivell mig situada al nord de la depressió impulsà el cicló a moure's en direcció oest-nord-oest. Els pronòstics meteorològics preveien la intensificació de Marco abans de recalar a causa del bon desenvolupament de la seva efluència, del baix cisallament del vent i de l'alta temperatura de l'aigua del mar en què es desplaçava. A les 12:00 UTC, el petit cicló, amb un camp de núvols de no més de 140 quilòmetres de diàmetre, es convertí en la Tempesta tropical Marco.
El 6 d'octubre, Marco s'intensificà ràpidament a causa de les condicions meteorològiques propícies pel desenvolupament. El 7 d'octubre Marco assolí la seva màxima intensitat amb ràfegues de 100 quilòmetres per hora i una pressió mínima de 998 hPa (mil·libar; 749 mmHg). Aquestes dades es basaven en una missió de reconeixement
a Marco que enregistrava vents de nivell de vol de fins a 110 km/h que corresponia a una velocitat del vent de superfície de 98 km/h. Veient la ràpida intensificació del cicló, els meteoròlegs trobaren factible que Marco s'enfortís fins a assolir la categoria d'huracà abans de recalar a terra ferma. La tempesta mantenia una petita àrea de convecció profunda, d'uns 14,8 km de diàmetre de mitjana, mentre es continuava movent en direcció oest-nord-oest. Poc temps després d'assolir la màxima intensitat, la força del vent de la tempesta tropical s'estenia 18,5 km des del centre de Marco. A les 12:00 UTC el centre del cicló arribava a Misantla (Veracruz) amb ràfegues de vent de 100 km/h. Després de tocar terra, Marco es debilità ràpidament, retrocedint fins a la categoria de depressió tropical sis hores després de recalar. Hores més tard, la petita depressió es dissipà quan sobrepassà les muntanyes de Mèxic.

## Preparatius, impacte i rècords

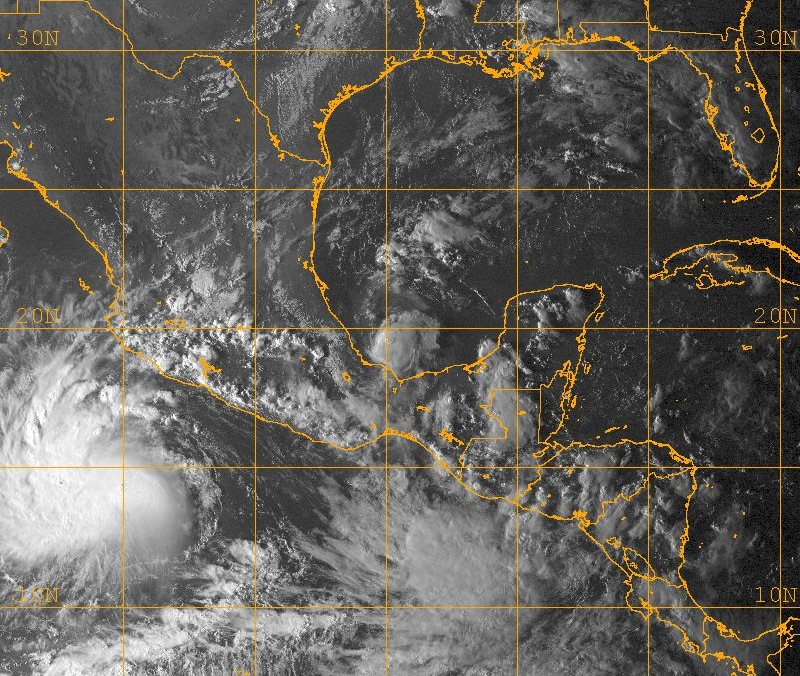
Tempesta tropical Marco (centre), huracà Norbert (a baix a l'esquerra), i la baixa que esdevindria en tempesta tropical Odile (2008) (abaix) el 6 d'octubre.

En formar-se la tempesta, el govern de Mèxic emeté un avís de tempesta tropical per al golf de Mèxic des de Tuxpan fins a Punta El Lagarto. Aquell mateix migdia, el govern declarà una alerta d'huracà entre Cabo Rojo i Veracruz, i estengué l'avís de tempesta tropical cap al nord fins a Cabo Rojo. Les autoritats decretaren el tancament de les escoles abans de la tempesta i habilitaren 200 refugis. Unes 3.000 persones foren evacuades de les zones costaneres poc elevades. Els soldats utilitzaren autobusos escolars per transportar els evacuats als refugis. Marco es formà a prop de les principals plataformes d'extracció de petroli de Mèxic, cosa que conduí a l'evacuació d'un total de 33 treballadors de quatre plataformes petrolieres de Mèxic. També es paralitzà preventivament l'activitat a sis pous de petroli i una planta de processament de gas natural de Veracruz. La Secretaria de Comunicacions i Transports mexicana també clausurà els ports de Nautla i Alvarado a les petites embarcacions com a mesura de prevenció. Els ports dels estats mexicans de Veracruz i Tampaulipas van ser tancats a embarcacions petites una mitja de 65 hores i es restringí el pas d'embarcacions grans durant cinc hores a la capitania del port de Tuxpan.

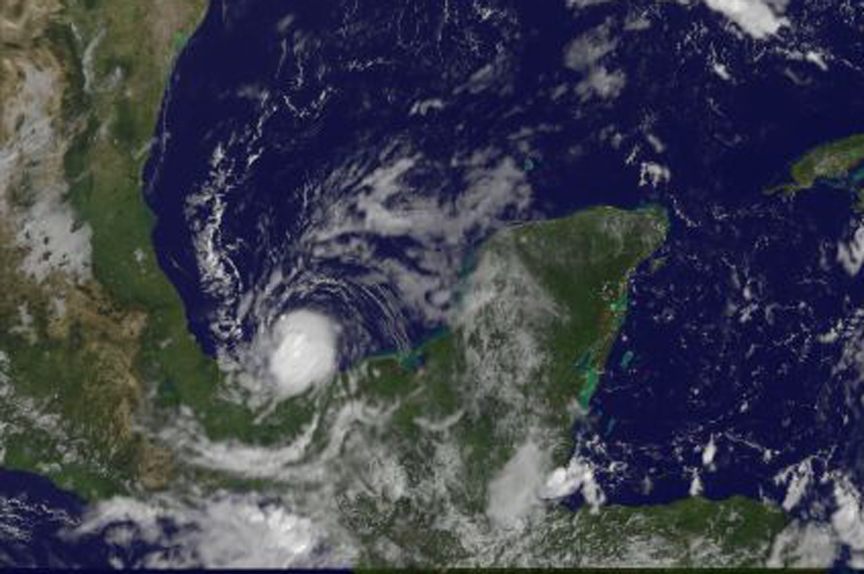
Marco poc després d'assolir la categoria de tempesta tropical el 6 d'octubre.

Quan Marco recalà a terra ferma, deixà fortes pluges acumulant fins a 201 mil·límetres a El Pujal, estat de San Luis Potosí, i es registraren intensitats de precipitacions de fins a 25,4 mm/h, causant algunes inundacions en localitats properes a la costa de Veracruz que obligaren a evacuar-ne els residents cap a zones més elevades. Les pluges de Marco empitjoraren la situació d'inundacions severes que algunes zones de Mèxic ja patien abans de la tempesta. Les autoritats de Veracruz, a l'informe de danys post-tempesta, informaren que dos rius, el Quilate i el Tenoch, es desbordaren a causa de les pluges de Marco. Els pobles de Minatitlan i Hidalgotitlan quedaren sota tres metres d'aigua a causa del desbordament d'un d'aquests dos rius. També algunes autopistes de la costa de Veracruz quedaren negades d'aigua. Unes 250 cases més s'inundaren en desbordar-se del seu curs un llac i un riu. Tretze municipis de l'estat de Veracruz van patir els efectes de Marco. A Vega de Alatorre, 77 persones van ser evacuades a refugis propers després que les seves cases quedessin inundades per l'aigua. Es produïren tres esllavissades a Misantla i un esfondrament a Colipa, encara que cap d'elles no causà danys. Tot i així, en general, l'impacte de Marco va ser lleu, els danys mínims i s'estimà que cap de les 400.000 persones que es veieren afectades no patiren conseqüències greus.
Arran de l'aparició de Marco, el coordinador General de Protecció Civil del Ministeri d'Interior decretà l'estat d'emergència a 48 municipis de l'estat de Veracruz. El 9 d'octubre, es va distribuir ajuda humanitària a les àrees afectades. El Govern Mexicà informà que s'havien distribuït un total de 4.700 mantes, 2.900 matalassos, 5.554 ampolles d'aigüa de mig litre, 260.000 caixes de llet, 250.000 paquets de bescuits, i 12.400 caixes de material escolar.
A les 00:52 UTC del 7 d'octubre, la força del vent de Marco s'estenia fins a 18,5 km des del centre del cicló tropical, convertint-lo així en el cicló tropical més petit mai registrat; superava el rècord previ que havia registrat el cicló Tracy el 24 de desembre de 1974, quan la força del vent de Tracy s'estenia fins a 48 km des del seu centre. L'Organització Meteorològica Mundial decidí no retirar el nom de Marco; per això, el nom es manté a la llista de noms dels huracans Atlàntics.